# (37937) 1998 GA9
1998 GA9 (asteroide 37937) é um asteroide da cintura principal. Possui uma excentricidade de 0.07337990 e uma inclinação de 15.74967º.
Este asteroide foi descoberto no dia 2 de abril de 1998 por LINEAR em Socorro.